# 香菇多糖
香菇多糖是从香菇(Lentinula edodes)子实体或菌丝中分离的一种多糖，以β-1,3-葡聚糖为主，在6号位碳原子上有支链。透過靜脈注射，有免疫激活和抗肿瘤活性，特別是胃癌。